# سید کاظم وزیری هامانه
سید کاظم وزیری هامانه (زاده ۱۳۲۴) سیاست‌مدار و مدیر اجرایی ایرانی است، که در دولت نهم در فاصله سال‌های ۱۳۸۴ تا ۱۳۸۶ به‌عنوان وزیر نفت فعالیت می‌کرد. وی در دولت یازدهم از ۱۳۹۲ تا ۱۳۹۶ قائم مقام وزیر نفت بود. وزیری هامانه دانش‌آموخته کارشناسی مهندسی مکانیک از دانشگاه صنعتی امیرکبیر است و فعالیت در صنعت نفت را از سال ۱۳۵۲ در شرکت ملی نفت ایران آغاز کرد. او از ۱۳۷۵ تا ۱۳۷۶ مدیرعامل شرکت ملی پالایش و پخش فرآورده‌های نفتی ایران و معاون وزیر نفت بود.

## زندگی‌نامه
کاظم وزیری هامانه در سال ۱۳۲۴ در هامانه، از توابع خضراباد یزد زاده شد. وی مدرک کارشناسی مهندسی مکانیک را از دانشگاه صنعتی امیرکبیر اخذ نمود و در سال ۱۳۵۲ به استخدام شرکت ملی نفت ایران درآمد. هامانه از ۱۳۶۰ تا ۱۳۷۰ به عنوان مدیر امور اداری و عضو هیئت مدیره شرکت ملی نفت ایران فعالیت می‌کرد. او از سال ۱۳۷۰ تا ۱۳۷۵ مدیریت برنامه‌ریزی تلفیقی شرکت ملی نفت ایران را برعهده داشت و از ۱۳۷۲ تا ۱۳۷۵ نیز با حفظ سمت، مدیر برنامه‌ریزی تلفیقی شرکت ملی پالایش و پخش فرآورده‌های نفتی ایران، همچنین معاون برنامه‌ریزی و پژوهش وزیر نفت بود. وی از ۱۳۷۵ تا ۱۳۷۶ مدیرعاملی شرکت ملی پالایش و پخش فرآورده‌های نفتی ایران را برعهده داشت. وزیری در فاصله سال‌های ۱۳۷۰ تا ۱۳۷۶ به‌طور همزمان عضویت هیئت مدیره شرکت ملی گاز ایران، شرکت ملی صنایع پتروشیمی ایران و شرکت ملی پالایش و پخش فراورده‌های نفتی ایران و شرکت ملی نفت ایران را نیز برعهده داشت.
در سال ۱۳۷۶ با ورود بیژن زنگنه به وزارت نفت و تغییر ساختار این وزارتخانه، وزیری هامانه از کلیه سمت‌های سازمانی در وزارت نفت و شرکت‌های تابعه برکنار شد و اندکی بعد به‌عنوان قائم‌مقام مدیرعامل شرکت ملی نفت ایران منصوب گردید. وی از سال ۱۳۸۱ برای مدت ۳ سال معاون وزیر نفت ایران بود و در سال ۱۳۸۴ سرپرستی وزارت نفت را برای دوره کوتاهی برعهده داشت، که در همان سال، پس از گرفتن رأی اعتماد از مجلس وقت، عهده‌دار وزارت نفت گردید.

## سوابق
- وزیر نفت
- قائم مقام وزیر نفت
- مدیر امور اداری و مدیر برنامه‌ریزی تلفیقی شرکت ملی نفت ایران
- معاون برنامه‌ریزی و پژوهش وزارت نفت
- مدیرعامل شرکت ملی پالایش و پخش فرآورده‌های نفتی ایران